# RDK 250
RDK-250 (нем. Raupen Dreh Krane, гусеничный поворотный кран) — монтажный полноповоротный стреловой самоходный гусеничный кран. «Двести пятидесятые», также как и кран RDK 25, являлись совместной советско-германской разработкой. Эти краны предназначались и поставлялись (в первую очередь) и были адаптированы под технические требования и климатические условия СССР. Модификации этого крана производились в период с 1972 года по 1991 год в ГДР.
Таким образом, краны этой серии можно назвать «советским аналогом» кранов RDK 280 и аналогом советских кранов МКГ 25.

## Описание
Кран предназначен для:
1. Строительно-монтажных (ПГС) и погрузочно-разгрузочных работ[1].
2. Для перегрузки сыпучих грузов кран работает со специальными грузозахватными механизмами, грейферами[1].
3. Кроме вышеперечисленного, для крана существует специальное навесное оборудование, позволяющее выполнять бурильные, сваебойные и сваевдавливающие работы[1].

## Модификации
- RDK 250-1. Двигатели «А01-МЕ», затем — «Д-108». От последующих модификаций отличается конструкцией жёсткого гуська (см. фото) и конструкцией кабины управления[3].

- RDK 250-2. Изменена кабина управления — для транспортировки по железным дорогам без её демонтажа. Кабина выполнена со скосом в габарит крана[3].

- RDK 250-3. В качестве основного двигателя устанавливался «Д-440»[3].
- RDK 250-4 Polar (ХЛ). Модификация выполнена в «северном исполнении» для работы при температуре до −60 °C. Утеплён. Добавлен предпусковой подогреватель двигателя[3].

## Технические характеристики
Основные грузовысотные характеристики RDK-250 приведены в карточке

### Габариты
Габариты:
| Ширина ходовой части              | 3225 мм |
| Длина ходовой части               | 4710 мм |
| Высота (в транспортном положении) | 4300 мм |
| Дорожный просвет (клиренс)        | 450 мм  |
| Ширина поворотной платформы       | 3150 мм |

## Конструкция
Кран состоит из ходовой части, поворотной платформы с механизмами и кабиной управления, сменного стрелового или башенно-стрелового оборудования, оснастки, электрического оборудования, а также приборов и устройств безопасности.

### Поворотная платформа
Поворотная платформа (в сборе) соединяется с ходовой при помощи опорно-поворотного устройства и кольцевого токосъёмника. Несущая часть платформы — сварная рама, на которой расположены узлы и механизмы. В передней части рамы платформы находится шарнир крепления стрелы, снизу к раме платформы крепится поворотное устройство, а также контргруз (в зависимости от исполнения может прикрепляться дополнительный контргруз) и ящики сопротивлений. За исключением механизма поворота, который имеет независимый защитный кожух, все механизмы крана на поворотной платформе располагаются под капотом. Не закрыты капотом только барабаны лебёдок основного и вспомогательного подъёмов. Машинное отделение крана — изолированное от кабины управления.
Выход под капот осуществляется через дверь, которая находится в задней стенке кабины управления. Под капотом проводятся работы по обслуживанию электрического оборудования и основных механизмов крана. К раме платформы в хвостовой части крепится откидная площадка, с которой производятся работы по обслуживанию дизельного двигателя. С этой площадки можно также подняться непосредственно на капот. На раме поворотной платформы закреплены стойки и вертикальные оттяжки укосины. Сама укосина располагается над капотом, а при транспортировке по железной дороге крана она опускается в нерабочее положение (нижнее). В нижней части рамы поворотной платформы также имеются проушины для крепления растяжек, которыми платформа фиксируется по отношению к ходовой части при транспортировке RDK-250.

#### Кабина управления
Кабина управления — металлическая конструкция, расположенная с правой стороны (по ходу) поворотной платформы. Выполнена из листовой стали, сварной. Прикреплена на болтах к раме поворотной платформы и к площадке. Кабина рассчитана на двух человек — машиниста и стажёра (или помощника крановщика). В кранах первых модификаций кабина выполнена раздельно с остальной частью корпуса крана — для удобства её снятия в случае транспортировки по шоссейным и железным дорогам. Иначе нарушается «габарит по высоте». В дальнейших модификациях («-2», «-3», «-4»), снятие кабины не требуется — благодаря изменённой конструкции боковой стены, имеющей в своей верхней части скос.
Конструкция кабины обеспечивает достаточный обзор рабочей площадки, а также возможность наблюдения за строповкой и перемещением груза в течение всего цикла работы крана. Большие боковые и лобовое стёкла дают машинисту хороший обзор всей по всей зоне работ. Все стёкла снабжены обогревом, а лобовое также имеет два стеклоочистителя и два солнечных отражателя. В крыше кабины расположен вентиляционный люк, снабжённый отражателем солнечного света.

#### Лебёдка главного подъёма
Лебёдка — многоскоростная. Обеспечивает три скорости: транспортную, промежуточную и малую посадочную. Переход с транспортной на посадочную производится без остановки привода. Лебёдка собрана на сварной раме и состоит из двух редукторов — основного и дополнительного, а также большого электродвигателя с фазовым ротором, малого двигателя с короткозамкнутым ротором, двух муфт электродвигателей и муфты барабана, двух тормозов и барабана. Включение тормоза большого двигателя происходит при помощи электрогидравлического толкателя, а тормоз малого двигателя действует с помощью электрического магнита трёхфазного тока. В основной редуктор встроен планетарный редуктор.
Рама лебёдки главного подъёма прикреплена к раме поворотной платформы сквозными болтами. На лебёдки предусмотрены места для её строповки. Управление электрическими двигателями производится посредством одного командоконтроллера. Тормоза — замкнутые: каждый тормоз размыкается (замыкается) при включении (отключении от цепи) электрического двигателя. Также, при подъёме и опускании груза (второе положение рукоятки командоконтроллера) предусмотрено снижение скорости большого электрического двигателя, за счёт подтормаживания гидротолкателем, который подключен к цепи его ротора. При этом достигается уменьшение скорости большого двигателя — до 30 % от его транспортной скорости.
Малый электродвигатель работает при всех положениях ручки командоконтроллера.
При подъёме груза большим и малым электрическими двигателями в передаче крутящего момента принимают участие:
- Электродвигатель с фазовым ротором (тип SMH 225 M8, N = 32 кВт, n= 750 об/мин, ПВ = 40 %.
- Электродвигатель с короткозамкнутым ротором (тип KMR 112MX8, N = 3,0 кВт, n = 1500 об/мин, ПВ = 40 %).
- Пальцевая муфта.
- Упругая втулочно-пальцевая муфта (тип D 16-60, по ТГЛ 21614-St-dy).
- Дополнительный редуктор (i = 12,21).
- Планетарный редуктор (i = 1,642).
- Основной редуктор (i = 24,2).
- Пальцевая муфта барабана.
- Барабан лебёдки.

При подъёме груза малым электрическим двигателем в передаче крутящего момента участвуют:
- Электродвигатель с короткозамкнутым ротором (тип KMR 112MX8, N = 3,0 кВт, n = 1500 об/мин, ПВ = 40 %).
- Упругая втулочно-пальцевая муфта (тип D 16-60, по ТГЛ 21614-St-dy).
- Дополнительный редуктор (i = 12,21).
- Планетарный редуктор (i = 1,642).
- Основной редуктор (i = 24,2).
- Пальцевая муфта барабана.
- Барабан лебёдки.

Муфты обоих электрических двигателей строго центрированы. Тормоза, которые применяются в лебёдке, являются стандартными колодочными тормозами — с электрогидравлическими толкателями (тип Elby), либо с электрическим магнитом трёхфазного тока.

#### Лебёдка вспомогательного подъёма
Лебёдка смонтирована на сварной раме и состоит из трёхступенчатого редуктора с горизонтальным разъёмом, электрического двигателя с фазовым ротором, муфты электрического двигателя и муфты барабана, тормоза с электрогидравлическим толкателем и барабана. Рама лебёдки вспомогательного подъёма закреплена на раме поворотной платформы посредством сквозных болтов. На лебёдке имеются места для её строповки.
При подъёме груза в передаче крутящего момента принимают участие:
- Электрический двигатель с фазовым ротором (тип SMH 160 M4, N = 15 кВт, n= 1500 об/мин, ПВ=40 %).
- Упругая втулочно-пальцевая муфта (тип D40-250, по ТГЛ 21614-St-dy).
- Редуктор (i=56, тип IO DFA 6-500×56, по ТГЛ 20487).
- Пальцевая муфта барабана.
- Барабан лебёдки.

Упругая втулочно-пальцевая муфта строго центрирована. Применяемый в лебёдке тормоз — стандартный колодочный тормоз (тип А250-0,5, по ТГЛ 20-363000) с электрогидравлическим толкателем (тип Elhy B150c) и установлен на противоположном электрическому двигателю конце входного вала редуктора. Тормоз — замкнутый. В случае опускания груза электрическим двигателем предусматривается снижение его скорости за счёт подтормаживания гидравлическим толкателем, который подключается для питания от цепи ротора этого электрического двигателя. При этом достигается уменьшение скорости опускания до 30 % транспортной скорости опускания.
Трёхступенчатый редуктор лебёдки вспомогательного подъёма — стандартный. Смазка редуктора производится за счёт масляного тумана, образующегося при окунании зубчатых колёс в масляную ванну редуктора, а затем последующего разбрызгивания масла. Все валы редуктора имеют манжетные уплотнения и опираются на подшипники качения. Редуктор снабжён маслоуказателем, сапуном для предотвращения повышения внутреннего давления, а также специальной сливной трубой с выпускной пробкой — для облегчения слива масла.

#### Привод крана
Дизель-электростанция состоит из дизеля с пусковым двигателем, электрического генератора, которые соединены муфтой, а также топливного бака и другого необходимого для работы станции оборудования. Станция смонтирована на раме из стальных профилей. Рама прикреплена к раме поворотной платформы с использованием резиновых подушек. Проушины, имеющиеся на раме электрической станции, предназначены для её строповки.
Дизельный двигатель крана — шестицилиндровый, четырёхтактный, с водяным охлаждением. К дизелю прифланцован бензиновый пусковой двигатель, при помощи которого производится запуск первого. Запуск пускового двигателя производится посредством ручной пусковой установки, либо электрического стартёра. Ручная пусковая установка расположена внутри корпуса маховика, который съёмный. Регулировку числа оборотов производят посредством акселлератора, установленного в кабине управления. Напряжение, частота и сила вырабатываемого генератором тока, а также давление масла в системе смазки дизеля, температуры масла и охлаждающей воды отображаются на соответствующих приборах и указателях пульта управления.
Выхлопные трубы дизеля и пускового двигателя выведены через крышу капота — наружу. Эти трубы состоят из двух частей. Концевые их части — съёмные. Водяной и прикреплённые к нему масляный радиаторы закреплены на раме станции. Заливка охлаждающей жидкости производится снаружи, через левый откидной люк в крыше капота — при помощи изогнутой воронки. Охлаждающая жидкость из радиатора опускается через его кран и кран на блоке дизеля (над рычагом переключения редуктора — бензиновый пусковой двигатель). Бензобак пускового двигателя закреплён непосредственно на баке для горючего дизеля.
Воздухоочистители обоих двигателей располагаются на дизеле. Дизель при помощи упругой пальцевой муфты передаёт крутящий момент на генератор. Над генератором имеется рама, которая предназначена для закрепления топливных баков дизеля и бензинового пускового двигателя. Ёмкость бака для дизеля равна 420 литрам, что обеспечивает его непрерывную работу в течение порядка 70 часов. Ёмкость бака предпускового двигателя равна 2,75 литрам. Для контроля уровня топлива на баке дизеля имеется указатель уровня. Бак заполняется топливом с имеющейся в хвостовой части откидной площадки — с помощью ручного насоса и шланга для забора топлива из расположенных на земле ёмкостей. На торцевой стороне топливного бака расположен выпускной кран, предназначенный для слива из бака топлива.
Все механизмы крана имеют индивидуальный электрический привод. Все механизмы, отвечающие за передвижение крана могут питаться как от собственной дизель-электростанции крана, так и от внешней сети 380 В, 50 Гц. Дизель-электростанция в этом случае не работает. Механизмы, отвечающие за подъём-опускание грузов на основном и вспомогательном крюковых обоймах, подъём-опускание стрелы и управление гуськом питаются только от внешней сети (в связи с большим потреблением мощности).

#### Лебёдка подъёма стрелы
Лебёдка подъёма стрелы смонтирована на сварной раме. Состоит из трёхступенчатого вертикального редуктора, электрического двигателя с короткозамкнутым ротором, муфты электродвигателя и муфты барабана, тормоза с магнитом переменного тока и барабана. Рама лебёдки подъёма стрелы закреплена сквозными болтами на раме поворотной платформы. На лебёдке предусмотрены места для её строповки.
При подъёме стрелы (башни) в передаче крутящего момента принимают участие:
- Электрический двигатель с короткозамкнутым ротором (тип KMR 132M6, N=7,5 кВт, n=1000 об/мин, ПВ=40 %).
- Упругая втулочно-пальцевая муфта (тип D16-200, по ТГЛ 21614-St-dy).
- Редуктор (i=160).
- Пальцевая муфта барабана.
- Барабан лебёдки.

Упругая втулочно-пальцевая муфта строго центрирована. Применённый в лебёдке тормоз установлен на противоположном электрическому двигателю конце входного вала редуктора. Размыкание тормозных колодок осуществляется при помощи электрического магнита переменного тока. Тормоз — замкнутый. Трёхступенчатый редуктор лебёдки установлен в вертикальном положении. Корпус редуктора имеет Т-образный разъём, состоящий из трёх частей. Картер же редуктора имеет только горизонтальный разъём. Смазка редуктора производится за счёт масляного тумана, который образуется при окунании зубчатых колёс в масляную ванну редуктора и затем последующего разбрызгивания масла. Все валы редуктора имеют манжетные уплотнения и опираются на подшипники качения.
Редуктор снабжён маслоуказателем, сапуном для предотвращения повышения внутреннего давления, а также специальной выпускной трубой с пробкой — для слива масла. Барабан лебёдки, который предназначен для каната диаметром 18 мм, имеет по средней линии навитого каната диаметр 420 мм. Канат пропущен через левую реборду (по ходу крана) и прикреплён к наружной стороне этой реборды тремя прижимными накладками. С одной стороны барабан опирается на ступицу пальцевой муфты на выходном валу редуктора. С другой стороны барабан опирается своей ступицей на подшипник качения, который закреплён в литом корпусе подшипника. Последний смазывается консистентной смазкой и имеет манжетное уплотнение.

### Ходовая часть
Ходовая часть — на гусеничном ходу. Состоит из балок, колёс и движущихся по ним траков, соединённых при помощи пальцев. Одна гусеничная лента — 40 звеньев и 80 пальцев. Ходовая часть соединяется с поворотной платформой посредством опорно-поворотного устройства, а также кольцевого токосъёмника, обеспечивающего независимость положения поворотной платформы по отношению к ходовой части и соединяющего электроцепи неповоротной и поворотной частей.

#### Опорно-поворотное устройство
Опорно-поворотное устройство — двухрядное шариковое. Передаваемая устройством нагрузка воспринимается центральной рамой ходовой части, которая представляет собой сварную конструкцию коробчатого типа. Центральная рама имеет четыре сварных цапфы, на которые насаживаются и к которым крепятся две подгусеничные балки в сборе.
Каждая подгусеничная балка имеет индивидуальный привод, в который входят:
- Электрический двигатель с фазовым ротором (тип SMH 200 M8. N=18,5 кВт, n=750 об/мин, ПВ =100 %).
- Карданный вал (тип 4100-50×2150, по ТГЛ 22752). Взаимозаменяем с карданным валом а/м ЗИЛ-157.
- Бортовой редуктор (тип i=106,2).
- Ведущее колесо.
- Гусеничная лента.

Электрические двигатели закреплены на площадке центральной рамы сквозными болтами. Рым-болты двигателей сняты и закреплены рядом. В передней части ограждённой площадки, на которой установлены двигатели, имеются два люка для обеспечения вентиляции электрических двигателей. Перед началом работы крана эти люки открываются, а после окончания — закрываются. Двигатели и тормоза закрыты двумя съёмными крышками. Тормоза механизма передвижения — колодочные (тип А 320-0,5, по ТГЛ 20-363000) с электро-гидравлическими толкателями (тип Elhy Bl 80c). Тормозной шкив сидит на валу электродвигателя. К торцу шкива прифланцован карданный вал, смазанный консистентной смазкой. Карданные валы проходят наклонно через центральную раму и прифланцовываются к входному валу каждого из двух бортовых редукторов. В случае установки вала от ЗИЛ-157 используется промежуточная вставка.
Привод каждой гусеничной ленты осуществляется отдельным электрическим двигателем при помощи карданного вала и бортового редуктора с насаженным на его выходном валу ведущим колесом. Бортовые редукторы с ведущими колёсами крепятся к соответствующим подгусеничным балкам, которые выполнены в виде сварных конструкций коробчатого типа. В балке имеются два прямоугольных отверстия, в которые вставляются сварные цапфы центральной рамы.
Каждая цапфа крепится к подгусеничной балке четырьмя вертикальными болтами, два из которых — призонные. В оставшиеся сбоку зазоры между цапфой и боковыми стенками прямоугольного отверстия вставляются прокладки. Снизу к подгусеничной балке крепятся пять опорных катков, а сверху — три поддерживающих ролика. Ведущее колесо насаживается на выходной вал бортового редуктора и крепится к нему, а затем, уже в сборе с редуктором, крепится с помощью букс к подгусеничной балке.
Бортовой редуктор, кроме того, дополнительно крепится специальным болтом, пропущенным через сквозное отверстие в подгусеничной балке. Натяжное колесо выполнено в сборе с натяжным устройством. Траки гусеничной ленты выполнены из стального литья и соединяются между собой пальцами. Фиксация пальцев осуществляется с помощью расклёпанных штифтов. Траки и пальцы гусеничной ленты RDK-250 взаимозаменяемы с траками и пальцами советского крана МКГ 25. Натяжное колесо опирается на подшипники качения, смазываемые консистентной смазкой. Уплотнение подшипников — комбинированное (манжетное и щелевое).
Бортовой редуктор — четырёхступечатый, с масляной ванной. На первой ступени расположена косозубая коническая пара. За ней расположены две ступени с цилиндрическим косозубым зацеплением. На последней ступени — прямозубая пара. Все валы закреплены на подшипниках качения и имеют надёжное уплотнение. Подшипник, расположенный ближе к карданному валу, смазывается консистентной смазкой, которая подаётся через маслёнку, располагающуюся в корпусе бортового редуктора. На корпусе редуктора закреплён маслоуказатель с сапуном. Он предназначен для предотвращения повышения внутреннего давления. В нижней части редуктора находится отверстие с выпускной пробкой, которое предназначено для слива масла.
Ступица ведущего колеса закреплена на выходном валу при помощи шлицевого соединения и круглых шлицевых гаек. На ступице располагаются два роликоподшипника, наружные кольца которых опираются на втулки, закреплённые в буксах. Крепление втулок производится при помощи наружных буртиков, которые вставляются и закрепляются в пазы букс и кронштейнов подгусеничной балки. Редуктор, дополнительно прикрепляется специальным болтом, который пропускается через сквозное отверстие в подгусеничной балке. Подшипники ведущего колеса защищены от попадания в них влаги и пыли при помощи комбинированного уплотнения (манжетное и щелевое). Подача смазки в подшипники производится через пресс-маслёнки, которые расположены на торце оси. Доступ к ним освобождается снятием крышки на кронштейне подгусеничной балки.
Ось натяжного колеса опирается по краям на два ползуна. Ползуны перемещаются в продольных пазах подгусеничной балки и имеют резьбовые отверстия для натяжных шпинделей. Последние предохраняются от выпадания специальными торцевыми планками, которые ограничивают ползуны в их крайних положениях. Если при натяжении гусеничной ленты ползуны достигают крайнего выдвинутого положения, то в этой ленте снимается один трак. После натяжения гусеничной ленты при помощи равномерного движения обоих шпинделей необходимо между торцом и ползуном продольного паза вставить прокладки, удерживаемые от выпадания страховочными осями.
Натяжной шпиндель после укладки прокладок должен быть обязательно повёрнут в обратном направлении — разгружен.
Опорные катки и поддерживающие ролики опираются на подшипники качения, смазываемые консистентной смазкой, и имеют комбинированное уплотнение (манжетное и щелевое). Крепление опорных катков к подгусеничной балке осуществляется бугелями, а поддерживающих роликов — болтами и гайками. Оси катков и роликов имеют плоские поверхности, обеспечивающие надёжность крепления и непроворачиваемость осей опорных катков и поддерживающих роликов.
Электрические двигатели механизма передвижения располагаются в передней части центральной рамы на специальной, в виде поддона, ограждённой площадке. Карданные валы проходят в центральной раме под углом к её продольной оси. Между бортовыми редукторами на центральной раме ходовой части располагается кабельный барабан, на котором находится порядка 50 метров кабеля-удлинителя. Кабель используется при необходимости работы от внешней электросети. Рядом с барабаном, слева по ходу, находится выводной кабель (со штекером) для подключения к внешней сети крана.
Барабан установлен на подшипниках скольжения и имеет штурвал, который приварен к его торцу (по ходу, с правой стороны). Штурвал предназначен для наматывания кабеля. Барабан также имеет стопор-фиксатор. В передней и задней частях центральной рамы располагаются две проушины. Они предназначены для буксировки крана. Кроме того, на верхней части центральной рамы расположены четыре проушины для строповки ходовой части и крепления к ним специальных растяжек для фиксации поворотной платформы при транспортировке крана.

#### Кольцевой токосъёмник
Кольцевой токосъёмник прикручен болтами к сварному подрамнику. Последний, в свою очередь, прикреплён также болтами к центральной раме ходовой части. Через подставку на подрамнике ходовой части кабеля вводятся в кольцевой токосъёмник (тип В15х200 по ТГЛ74-838л.1). Держатель контактных колец жёстко прикреплён на специальной подставке, которая закреплена на центральной раме. В держателе колец сверху установлен сферический роликоподшипник, служащий опорой для рамы токоснимателей со щётками. Рама с токоснимателями тремя роликами центрирована на пяте держателя.
Рама с токоснимателями ограждена кожухом, который снимается. В верхней части рамы приварена труба, упирающаяся в угольник, который закреплён на раме поворотной платформы. При вращении поворотной части контактные кольца по отношению к ходовой части неподвижны, а токосниматели со щётками — поворачиваются вместе с поворотной платформой. Концы кабелей поворотной платформы и ходовой подсоединены к клеммам кольцевого токосъёмника. В центральной раме ходовой части снизу имеются два люка, закрытые двумя листами, приболченными к центральной раме и к сварному подрамнику кольцевого токосъёмника. Люки предназначены для обслуживания кольцевого токосъёмника. При выполнении ремонтных и профилактических работ, для доступа к кольцевому токосъёмнику, листы разболчиваются и снимаются — в правую сторону (по ходу). При выполнении ремонтных работ также снимаются подрамники с подставками.

### Сменное рабочее оборудование
В зависимости от потребностей, кран может комплектоваться и работать с двумя типами сменного оборудования:
1. Стреловым. Два исполнения стрелового оборудования: «А» и «B».
2. Башенно-стреловым. Исполнение «С».

Башня отличается от стрелы той же длины лишь головкой. Длина стрелы (башни) меняется при помощи одной вставки длиной 2.8 м, двух вставок длиной по 5 м каждая и одной вставки длиной 10 м. Изменение длины маневрового гуська производится при помощи двух вставок по 5 м каждая.

#### Стреловое сменное оборудование
Комплект оборудования:

- Включает: рабочую стрелу с вынесенной вперёд головкой и жёсткого решётчатого гуська длиной 5 метров (или без последнего). Длина стрелы может составлять: 12.5 м, 15.3 м, 17.5 м, 20.3 м, 22.5 м, 25.3 м, 27.5 м, 30.3 м, 32.5 м или 35.3 м. Удлинение основной стрелы производится при помощи промежуточных секций-вставок решётчатой конструкции[1].

#### Башенно-стреловое сменное оборудование
Башенно-стреловое исполнение (сокр. БСИ) состоит из неподвижной мачты решётчатой конструкции. Длина мачты составляет: 12.5 м, 15.3 м, 17.5 м, 20.3 м, 22.5 м, 25.3 м или 27.5 м. Мачта держится при помощи специальных тросов-оттяжек, которые крепятся к раме крана. К мачте крепится управляемый (т. н. «маневровый») гусёк решётчатой конструкции (длина гуська 10 м, 15 м или 20м). Вылет меняется движением маневрового гуська.
- Работы с грейфером выполняются в стреловом исполнении, работы в башенно-стреловом исполнении запрещены[1].

### Крюковые обоймы
Крюковые обоймы. Крюковая обойма главного подъёма имеет 3 блока и обеспечивает грузоподъёмность до 25 т. Обойма вспомогательного подъёма имеет один блок и позволяет поднимать грузы до 5 т.
- Подъём груза аналогичен крану RDK 280[1].
- Для предотвращения опрокидывания крана на стреловое оборудование устанавливается механический ограничитель грузоподъёмности[1].

## Транспортировка
В связи с низкой собственной скоростью перемещения (менее 1 км/ч) и высоким износом лент, а также в связи с ограничением проезда по асфальтовым и бетонным дорогам механизмам на гусеничном ходу (повреждение покрытий), кран перевозят (в зависимости от расстояния) следующими способами:
1. По железной дороге. При перевозке по железной дороге кран должен быть разобран на отдельные укрупнённые узлы (в соответствии с нормами железных дорог по габаритам) и транспортируют на платформах в разобранном виде. Кран транспортируется со снятой стрелой, укосина опускается в нижнем — транспортном положении. Кабину управления также необходимо снимать. Размещение и крепление которых узлов на железнодорожных платформах и полувагонах должно производиться в соответствии с чертежами и расчётами крепления, утверждёнными в установленном порядке. При этом руководствуются «Техническими условиями погрузки и крепления грузов»[1].
2. По автодорогам. Может производиться отдельными узлами стандартным автотранспортом, в зависимости от местных условий, характеристики транспортных средств и требований ГИБДД. При этом руководствуются «Правилами дорожного движения» и Инструкцией по монтажу к крану. Каждую транспортировку необходимо согласовывать с местными органами ГИБДД (получение разрешения, выдача машины сопровождения и т. д.)[1].
3. Водным транспортом. Руководствуются СНИП и «Правилами техники безопасности и производственной санитарии на погрузочно-разгрузочных работах в портах и на пристанях» Министерства Речного флота России[1].